# Kristine Wischniowski
Kristine Wischniowski auch Kristine Wischniowski-Helas (* 1944 in Dresden) ist eine deutsche Bildhauerin, Graphikerin, Restauratorin und Malerin. 

## Leben
Kristine Wischniowski wurde 1944 in Dresden geboren. Sie wuchs als Tochter des Glaskünstlers Helmar Helas (1914–1981) und Enkelin des Malers und Restaurators Max Friedrich Helas (1875–1949) in Dresden auf.
Sie war verheiratet mit dem Maler und Restaurator Werner Wischniowski (1927–2009). Sie ist die Schwester von Volker Helas, dem Kunsthistoriker, Denkmalpfleger und Sachbuchautor. Ihr Sohn Christoph Wischniowski ist Maler, Grafiker und Illustrator.

## Wirken
Die Ausmalung des Gemeindehaussaales der Striesener Versöhnungskirche wurde während der Renovierung der gesamten Kirche von 1956 bis 1958 mit Leimfarbe überstrichen, was Fritz Löffler 1957 in einem Brief als Verlust einer „ausgezeichnete[n] Ausgestaltung“ beklagte. Von 2004 bis 2005 wurden die Wandmalereien unter der Leitung von Kristine Wischniowski wiederhergestellt bzw. rekonstruiert.

## DVD
- Künstler im Osterzgebirge, Teil II, von Gabriele Kontor, 2007